# Mededingingswet
De Mededingingswet (Mw) is een Nederlandse wet in formele zin waarin sinds 3 oktober 1997 het Nederlandse mededingingsrecht is neergelegd. De wet is de opvolger van de Wet economische mededinging en stemt het nationale mededingingsrecht af op dat van de Europese Unie door onder meer de invoering van een verbod op kartelvorming en het misbruiken van economische machtsposities. De Autoriteit Consument en Markt (tot 2013 de Nederlandse Mededingingsautoriteit) is belast met het toezicht op de naleving van de Mededingingswet.